# 6463 Isoda
6463 Isoda (1994 AG3) là một tiểu hành tinh vành đai chính được phát hiện ngày 13 tháng 1 năm 1994 bởi Endate, K., Watanabe, K. ở Kitami.